# Fietselfstedentocht

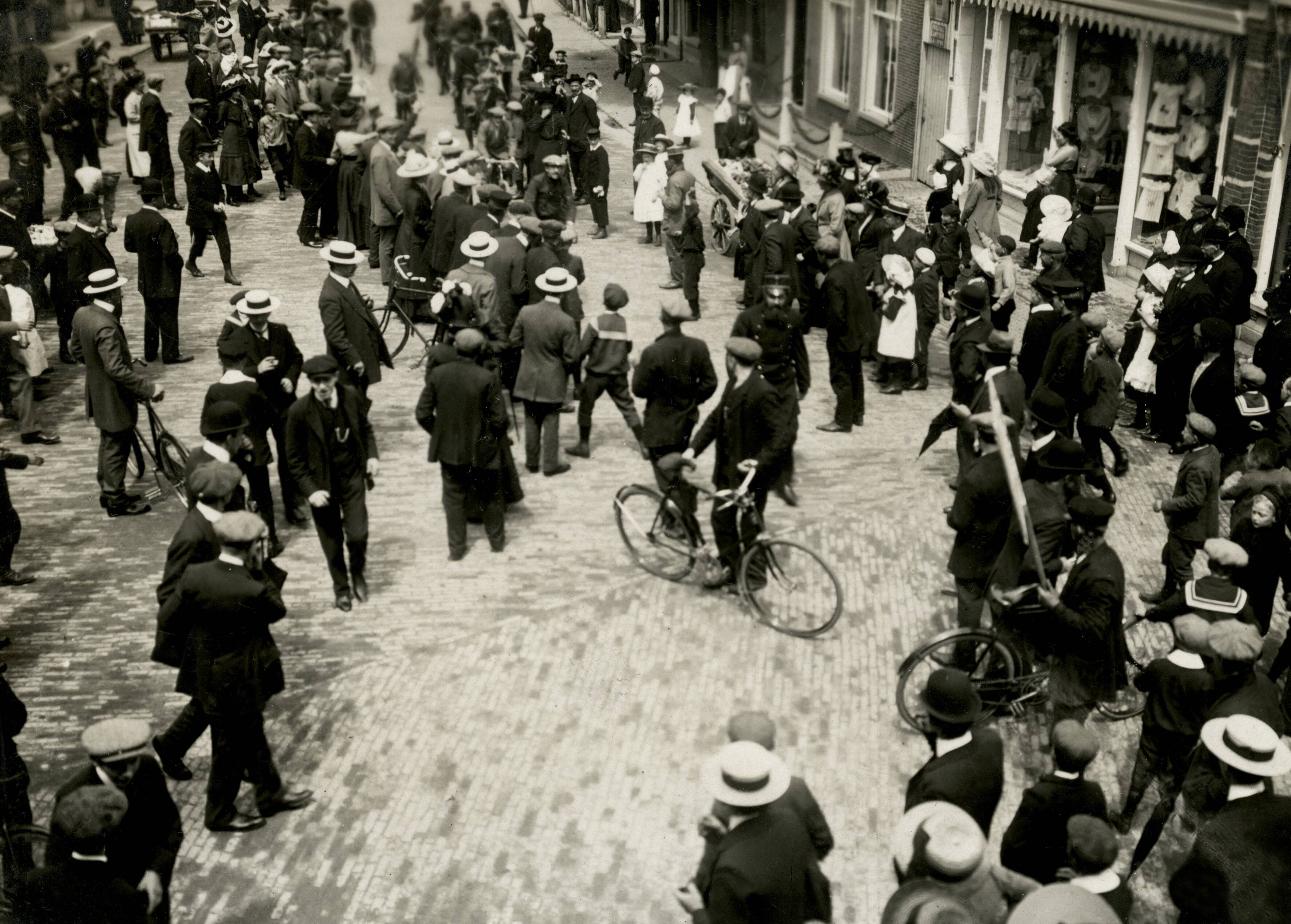
Fietselfstedentocht, Sneek 1912

De Fietselfstedentocht, tot 2009 Elfsteden Rijwieltocht geheten, is een jaarlijks georganiseerde toertocht op de fiets langs de Friese elf steden over een afstand van 235 km.
De tocht wordt georganiseerd door Stichting de Friese Elfsteden Rijwieltocht. De tocht werd in 1912 voor het eerst georganiseerd en wordt sinds 1947 elk jaar op tweede Pinksterdag verreden.  In 2009 werd de naam Elfsteden Rijwieltocht veranderd in Fietselfstedentocht zodat de naam beter aansluit bij het dagelijks taalgebruik. De naam van de organiserende stichting bleef onveranderd.

## Inschrijving
Ieder jaar kunnen er maximaal 15 000 fietsers meerijden. Het aantal fietsers dat mee wil rijden overtreft het maximum. Degenen die de tocht reeds vijf keer hebben verreden ontvangen een uitnodiging voor de voorinschrijving. Zij zijn zo verzekerd van deelname. Daarna start de vrije inschrijving, en na de sluitingstijd daarvan wordt er onder de inschrijvingen geloot.
In 2015 waren er 5700 voorinschrijvingen. Daarna waren er meer dan 20 000 aanmeldingen voor de resterende 9300 kaarten.

## Starttijd

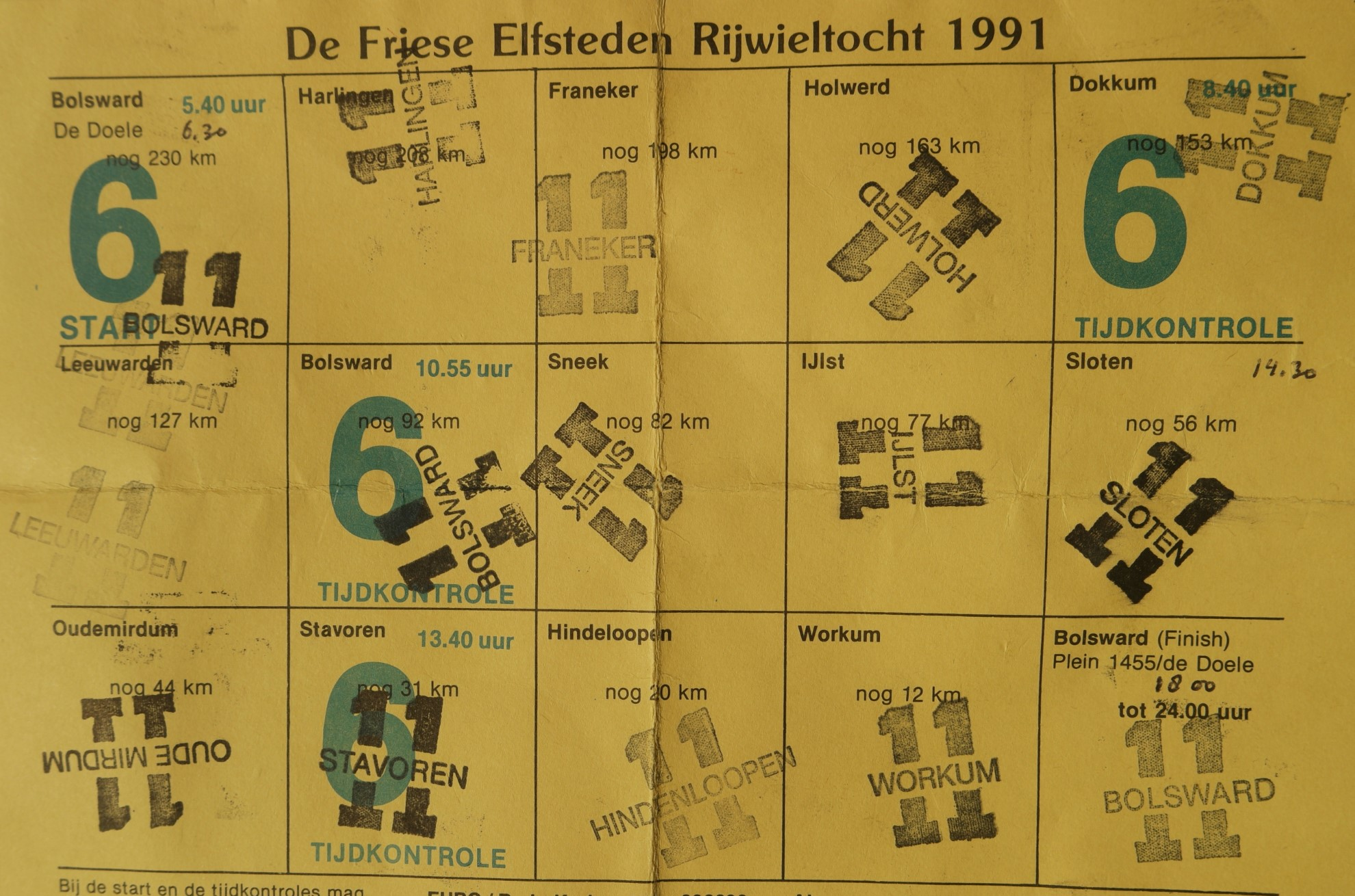
Stempelkaart/controlekaart van 1991

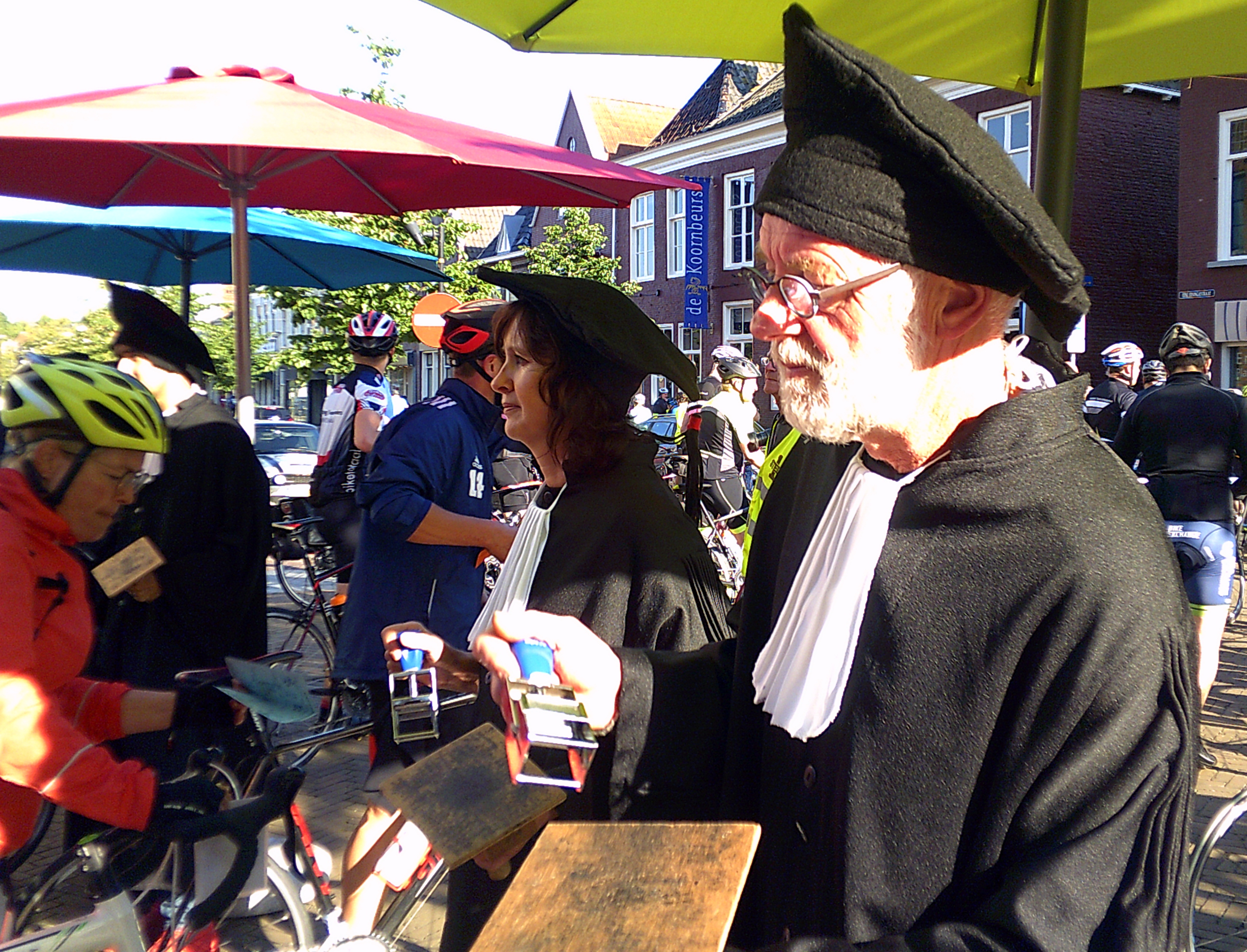
Stempelpost in Franeker, waar de voormalige universiteit van de stad herleeft

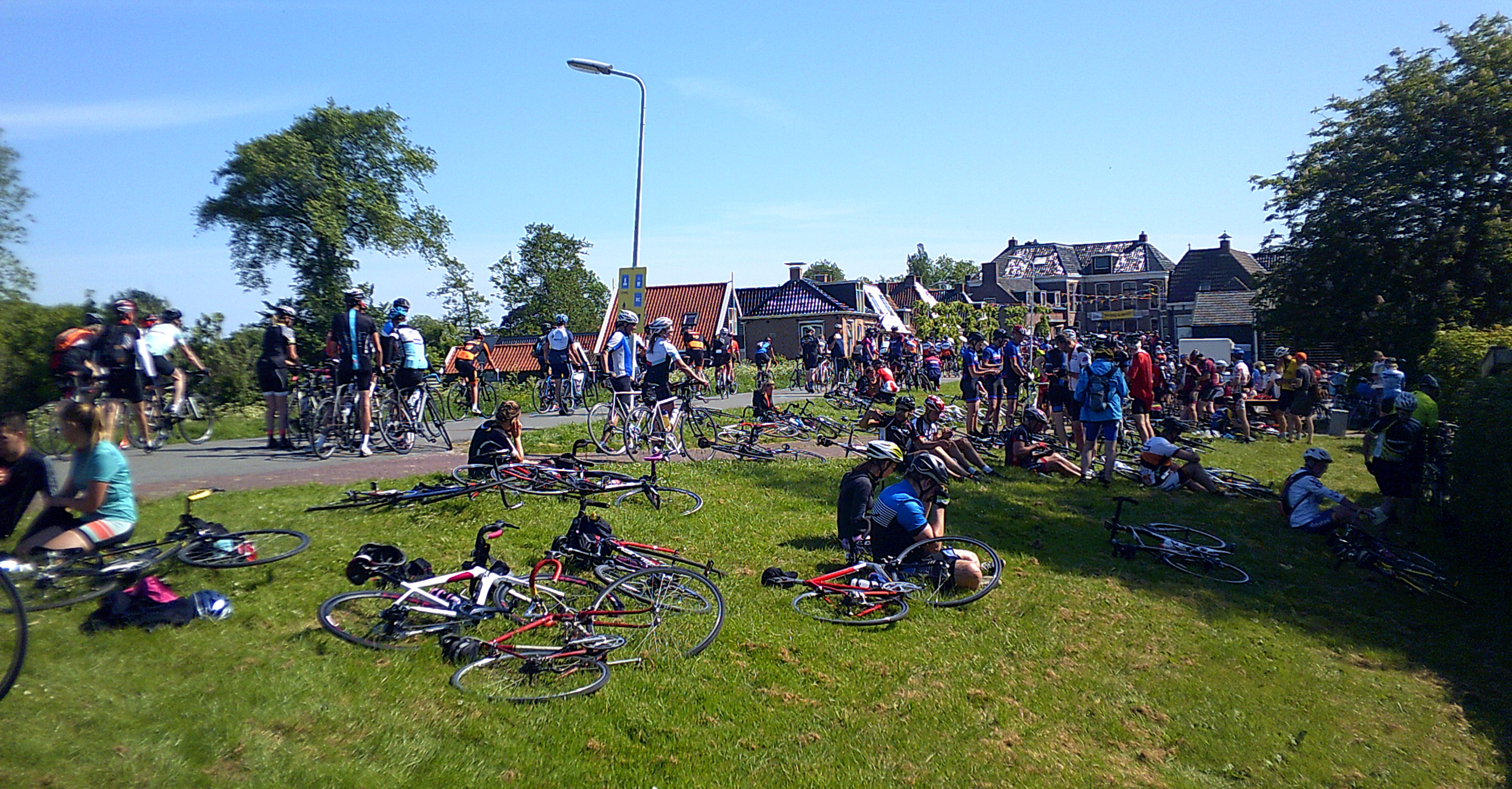
Uitrusten in Holwerd

Degenen wier inschrijving geaccepteerd is, ontvangen per post een stempelkaart, ook startkaart of controlekaart geheten. Deze kaart geldt als bewijs van inschrijving. Op de stempelkaarten staat aangegeven hoe laat er gestart mag worden. Dit wordt door loting bepaald. Er zijn 23 startgroepen van ruim 650 deelnemers (voorheen 24 van 625, nog eerder 25 van 600). De eerste groep start om 5 uur 's ochtends, de volgende groep steeds acht minuten later. De laatste groep start daardoor pas tegen 8 uur.
Veel deelnemers willen zo vroeg mogelijk vertrekken. Er wordt voor de tocht gehandeld in stempelkaarten van een vroege startgroep. In 2015 verschenen er 14 185 fietsers aan de start en ongeveer 14 000 daarvan haalden de eindstreep.

## Route
De tocht vertrekt in Bolsward en leidt via stempelposten in alle elf steden terug naar Bolsward, waar de deelnemers voor middernacht moeten aankomen om hun medaille in ontvangst te nemen. Bolsward wordt ook halverwege nog een keer bezocht en verder zijn er stempelposten in Holwerd en Oudemirdum, hoewel dat geen steden zijn.
De fietstocht is een toertocht en geen wedstrijd, dit in tegenstelling tot de elfstedentocht op de schaats. Er geldt een maximale snelheid van 25 km/h. Wie gemiddeld sneller heeft gereden moet bij enkele stempelposten (zie de tabel hieronder) wachten tot het moment dat hij/zij gepasseerd zou zijn indien er gemiddeld precies 25 km/h gereden zou zijn.
De organisatie bewegwijzert de af te leggen route vooraf. Vrijwel alle kruisingen worden afgezet door vrijwilligers en politie zodat de deelnemers zo veel mogelijk kunnen doorfietsen. Alleen open bruggen en wachtrijen voor de stempelposten zorgen nog weleens voor oponthoud. Brugwachters houden rekening met de fietsers door de bruggen zo min mogelijk te openen. Toch is dat door de drukke pleziervaart af en toe onvermijdelijk. Voor de brug bij Sloten kunnen de wachttijden voor de fietsers weleens oplopen. In 2008 verving men de brug over de Jeltesloot door een aquaduct zodat deze geen obstakel meer vormt.

### Stempelposten
De tabel toont de stempelposten. De openingstijden van de stempelposten in Dokkum, Bolsward en Stavoren zijn afhankelijk van de groep waarin de fietser gestart is. Wie bijvoorbeeld in groep 23, de laatste, is gestart, mag niet vóór 10:56 de stempelpost in Dokkum passeren. Hoewel het geen steden zijn, wordt er ook gestempeld in Holwerd en Oudemirdum. In Bolsward wordt zelfs drie keer gestempeld, niet alleen bij vertrek en einde maar ook nog onderweg.
| Stempelpost            | Afstand | Openingstijd | Openingstijd | Sluitingstijd | Verwachte doorkomsttijd |
|                        | km      | groep 1      | groep 23     | alle groepen  | Verwachte doorkomsttijd |
| ---------------------- | ------- | ------------ | ------------ | ------------- | ----------------------- |
| Bolsward (start)       | 0       | 5:00         | 7:56         | 8:30          | 5:00-8:00               |
| Harlingen              | 19      |              |              | 9:30          | 5:30-9:30               |
| Franeker               | 27      |              |              | 10:00         | 5:45-10:00              |
| Holwerd (geen stad)    | 70      |              |              | 12:15         | 6:45-12:15              |
| Dokkum                 | 80      | 8:00         | 10:56        | 13:00         | 7:15-13:00              |
| Leeuwarden             | 108     |              |              | 14:45         | 8:30-14:45              |
| Bolsward (tussenstop)  | 140     | 10:15        | 13:11        | 17:00         | 9:30-16:30              |
| Sneek                  | 150     |              |              | 17:45         | 10:30-17:00             |
| IJlst                  | 154     |              |              | 18:00         | 10:45-17:15             |
| Sloten                 | 172     |              |              | 19:30         | 11:35-18:30             |
| Oudemirdum (geen stad) | 190     |              |              | 20:15         | 12:00-19:45             |
| Stavoren               | 202     | 13:00        | 15:56        | 21:30         | 12:45-21:00             |
| Hindeloopen            | 212     |              |              | 22:15         | 13:15-21:30             |
| Workum                 | 223     |              |              | 22:45         | 13:30-22:30             |
| Bolsward (einde)       | 235     |              |              | 24:00         | 14:15-24:00             |

## Zwaarte
De totale afstand is 235 km. Er is weinig bos in Friesland, waardoor de wind vrij spel heeft. Vooral het 15 kilometer lange stuk van Oudemirdum tot Stavoren, via de IJsselmeerdijk, is berucht door de tegenwind waarmee de rijders vaak te maken krijgen. Desondanks komen vanaf 14:00 uur de snelste fietsers al over de eindstreep.

## Ondersteuning
Onderweg zijn er ondersteuningspunten voor de fietsers in Bartlehiem, Bolsward, Stavoren en Hindeloopen, waar ze voedsel en drank kunnen krijgen.
Langs de route wordt gepatrouilleerd door fietsenmakers met een bestelwagen. Hun service is niet bedoeld voor slecht onderhouden fietsen, maar vooral voor noodreparaties. De fietser hoeft voor de reparatie alleen het materiaal te betalen. De fietsers worden geacht zelf hun banden te kunnen plakken.

## Medaille

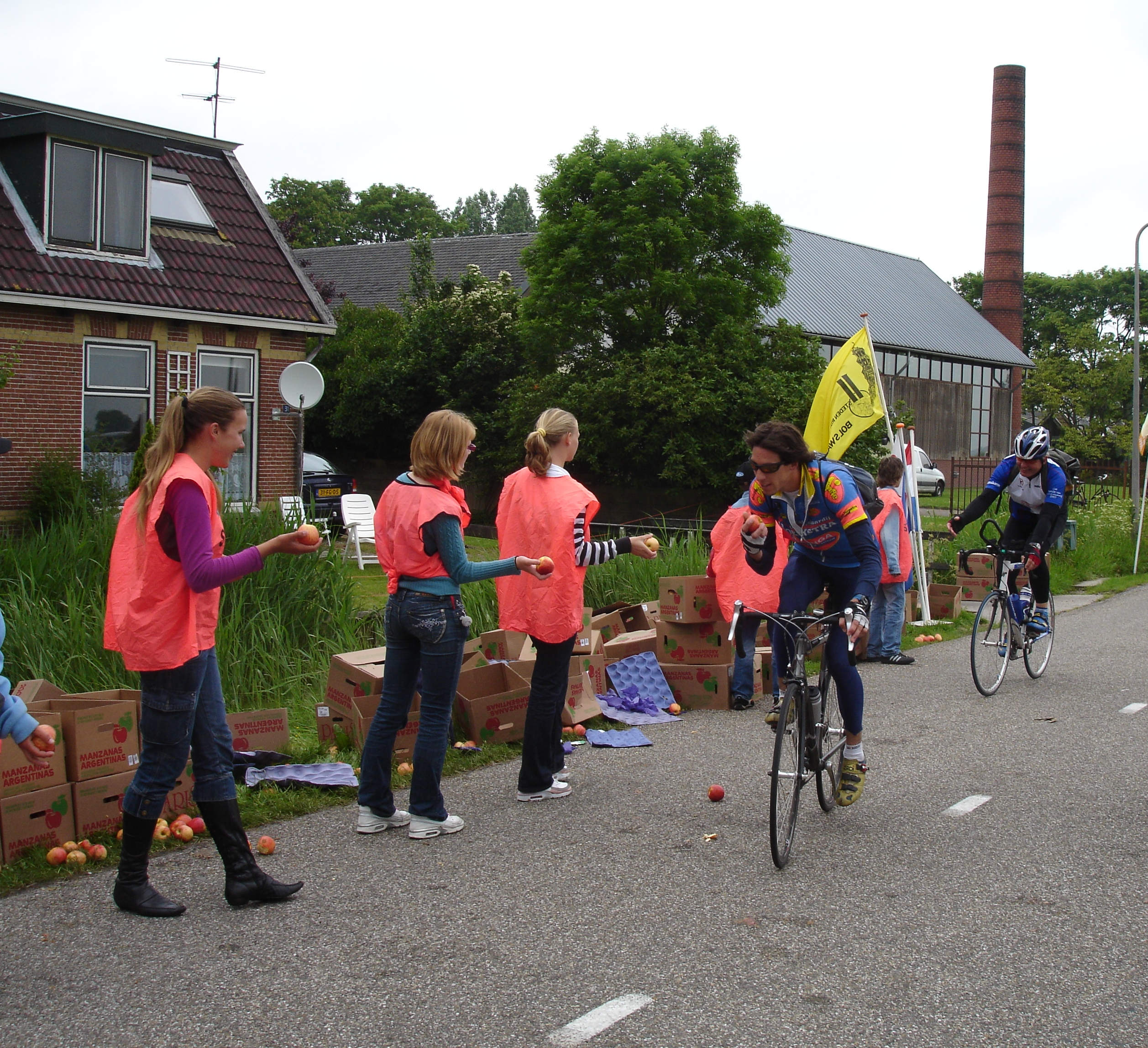
In Bartlehiem worden er appels uitgedeeld.

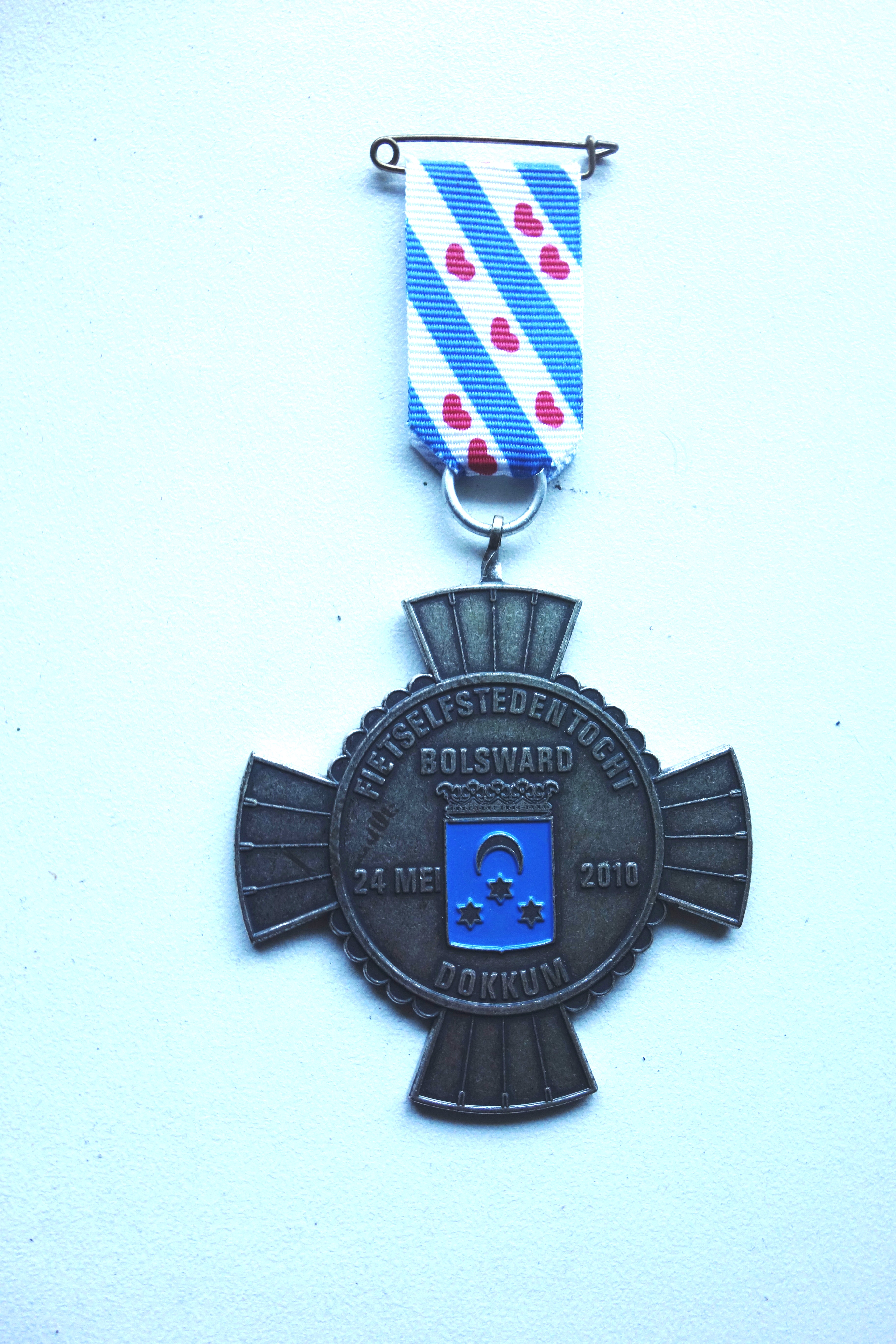
Medaille 2010 (met wapen van Dokkum)

Wie bij de finish de stempelkaart toont met alle stempels, ontvangt een medaille aan een lint met het patroon van de vlag van Friesland. In 2008 werd een medaille ingevoerd met de vorm van het Elfstedenkruisje en een wapen van een van de steden. In 2008 was dat het wapen van Harlingen, de eerste stad na het vertrek. In het jubileumjaar 2012 was Bolsward aan de beurt, de hoofdstad van de fietstocht en de vijfde stad na vertrek. Deze jubileummedaille was extra groot en kon aan een koord om de hals worden gedragen. In 2018 was de reeks voltooid.

## Deelnemers en hun fietsen

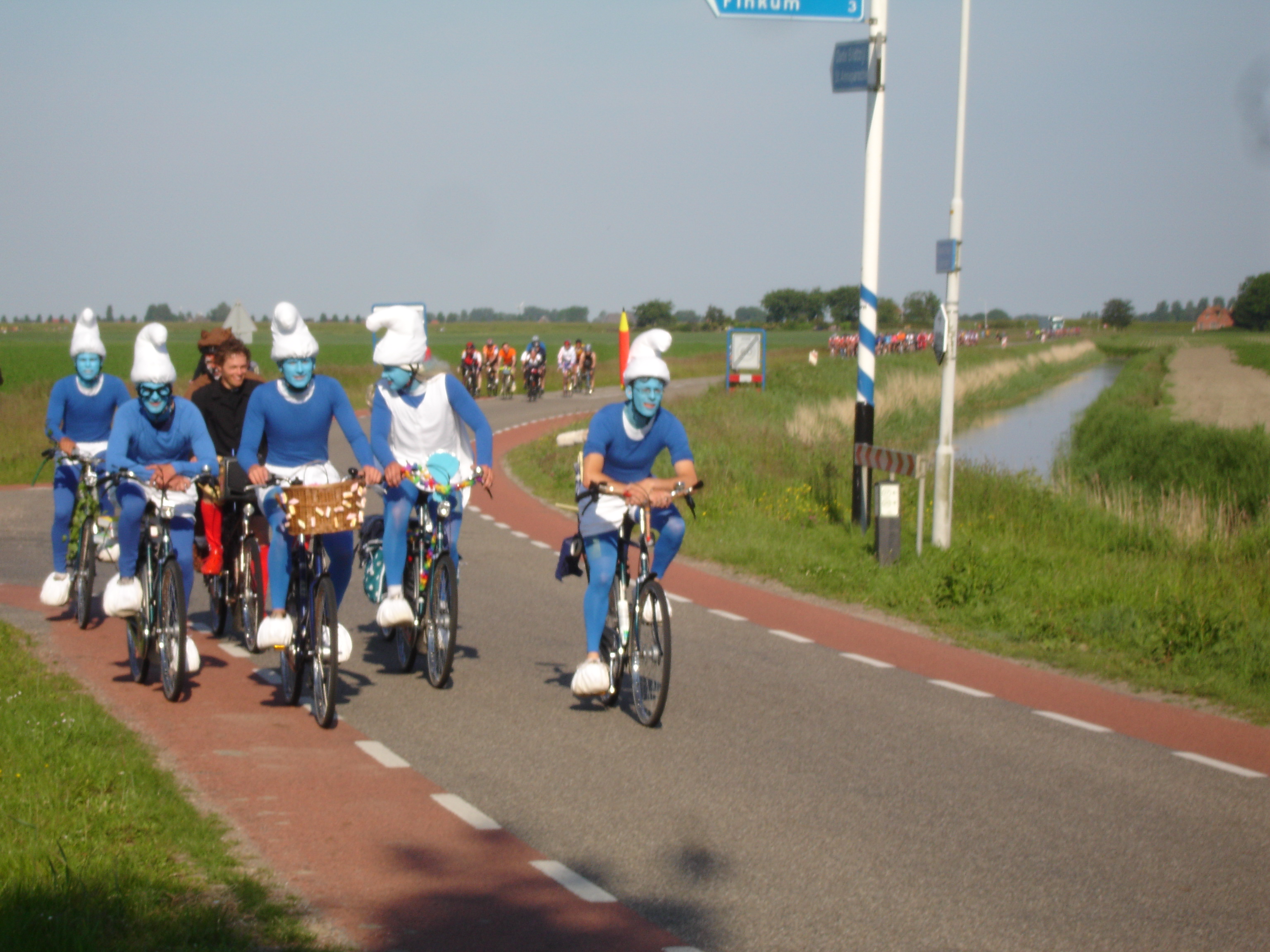
Meefietsende groep verkleed als de Smurfen

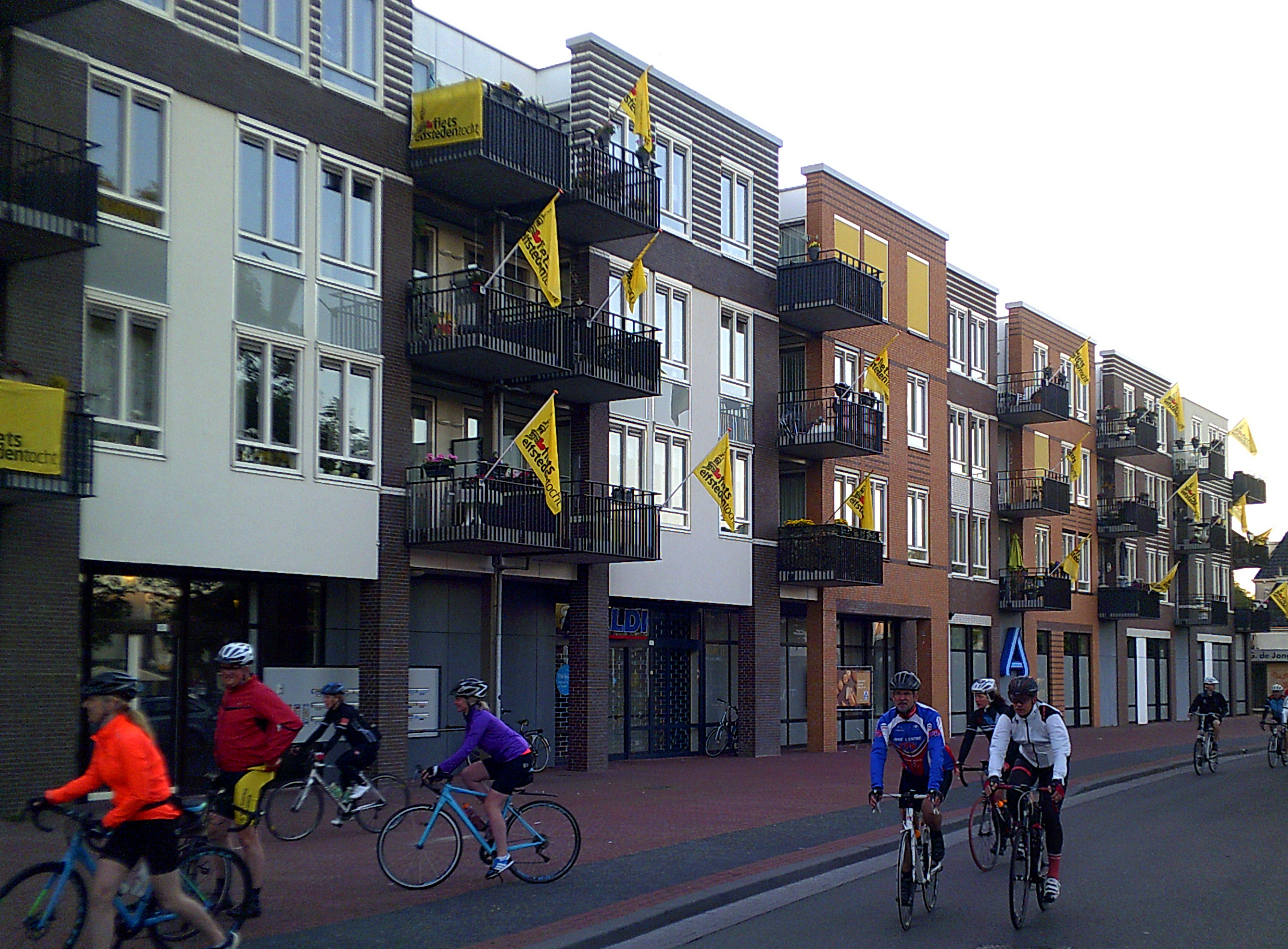
In 2018 werd de gele Elfstedenvlag in Bolsward huis aan huis verspreid.

De meeste deelnemers rijden op racefietsen. Er zijn veel ligfietsen. Een velomobiel, of dergelijke fiets met stroomlijnvoorziening, is met ingang van 2013 niet meer toegestaan. Een hoge snelheid is ook mogelijk met een roeifiets.
Veel deelnemers rijden met een "gewone" fiets, soms met een vast verzet. Toertandems zijn ook populair. Soms ziet men een Long John (Deense tweewielige bakfiets) of een hoge bi. Er rijden verder een aantal handbikers mee. Sommige deelnemers dragen opvallende kleren, hoedjes en toeters. Bijna al deze deelnemers weten de eindstreep op tijd te halen.

## Afgelastingen
In 2001, tijdens de MKZ-crisis, werd de fietstocht afgelast om verspreiding van mond-en-klauwzeer te voorkomen.
In 2020 werd de tocht afgelast wegens de coronapandemie.
Voor 2021 kwam er een Plan B. De tocht werd niet gereden op Tweede pinksterdag, 24 mei. Fietsers konden op een dag naar keuze, tussen 7 juli en 5 september, de tocht rijden. Men hoefde niet per se in Bolsward te starten, ook een andere startplaats was toegestaan. In plaats van stempelposten zagen de fietsers in elke stad een bord met een QR-code, die met een app gescand moest worden. De tocht moest wel binnen 24 uur voltooid zijn.

## MINI Fietselfstedentocht
Op de voorafgaande zaterdag wordt de informele MINI Fietselfstedentocht georganiseerd. In tegenstelling tot wat de naam doet vermoeden loopt deze tocht niet via elf steden. Deze tocht is vooral gericht op kinderen, maar volwassenen mogen ook meedoen. De tocht loopt van Bolsward via Nijland, Wolsum, Blauwhuis, Parrega, Ferwoude, Gaast, Piaam, Idsegahuizum, Allingawier, Exmorra, Schraard en Schettens naar Bolsward. De afstand is ongeveer 40 kilometer.

## Trivia
- Sinds 2013 is er ook een Elfsteden Fietsvierdaagse, georganiseerd door Friesland Beweegt.
- Sinds 2015 is er ook een Winterfiets elfstedentocht, georganiseerd door Friesland Beweegt.